# Samuel Phillips junior

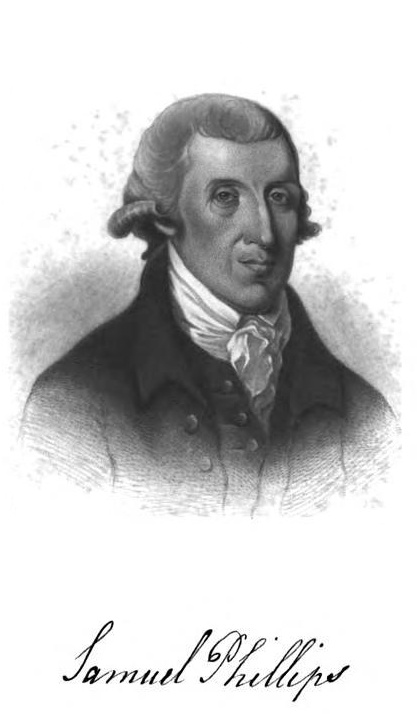
Samuel Phillips

Samuel Phillips Jr.  (* 5. Februar 1752 in Andover, Province of Massachusetts Bay; † 10. Februar 1802 ebenda) war ein US-amerikanischer Politiker. In den Jahren 1801 und 1802 war er Vizegouverneur des Bundesstaates Massachusetts.

## Werdegang
Samuel Phillips besuchte die Governor Dummer Academy und studierte danach bis 1771 an der Harvard University. Später betrieb er eine Sägemühle, eine Papierfabrik und eine Schießpulverfabrik, die während der Revolution Pulver für die amerikanischen Streitkräfte im Unabhängigkeitskrieg herstellte. Phillips schlug auch eine politische Laufbahn ein. Zwischen 1775 und 1780 gehörte er dem Provinzialkongress von Massachusetts an; von 1780 bis 1801 saß er mit einer einjährigen Unterbrechung im Senat von Massachusetts. Ab 1785 war er dessen Präsident. Während seiner Zeit im Provinzialkongress war er an der Ausarbeitung der Staatsverfassung beteiligt. 1780 gehörte er zu den ersten Mitgliedern der American Academy of Arts and Sciences. Politisch wurde er Mitglied der Ende der 1790er Jahre von Alexander Hamilton gegründeten Föderalistischen Partei.
Im Jahr 1800 wurde Phillips zum Vizegouverneur von Massachusetts gewählt. Dieses Amt bekleidete er zwischen 1801 und seinem Tod am 10. Februar 1802. Dabei war er Stellvertreter von Gouverneur Caleb Strong. Sein bedeutendstes Werk war allerdings die Gründung der Phillips Academy in Andover im Jahr 1778. Sein Onkel John Phillips (1719–1795) war der Gründer der Phillips Exeter Academy in New Hampshire. Beide Schulen standen lange Zeit in einem Konkurrenzkampf. Samuel Phillips war auch mit William Phillips verwandt, der ebenfalls Vizegouverneur von Massachusetts werden sollte. Die beiden Vizegouverneure sowie weitere Familienmitglieder wurden alle in einem gemeinsamen Grab beigesetzt.